# Нижние Юшады
Ни́жние Юшады́ (тат. Түбән Юшады) — село в Мензелинском районе Республики Татарстан, в составе Юшадинского сельского поселения.

## Этимология названия
Топоним произошел от татарского слова «түбән» (нижний) и ойконима «Юшады».

## География
Село находится на реке Мензеля, в 23 км к югу от районного центра, города Мензелинска.

## История
Село известно с 1748 года. До 1860-х годов жители относились к категории государственных крестьян. Основные занятия жителей в этот период – земледелие и скотоводство, было распространено пчеловодство.
В период Крестьянской войны 1773–1775 годов в селе располагался отряд повстанцев численностью до 150 человек.
В «Списке населенных мест по сведениям 1870 года», изданном в 1877 году, населённый пункт упомянут как деревня Нижние Юшады (Нижние Юмады) 5-го стана Мензелинского уезда Уфимской губернии. Располагалась при речке Юшадинке, по левую сторону почтового тракта из Мензелинска в Елабугу, в 23 верстах от уездного города Мензелинска и в 32 верстах от становой квартиры в деревне Кузекеева (Кускеева). В деревне, в 42 дворах жили 273 человека (131 мужчина и 142 женщины, татары). Жители занимались земледелием, скотоводством, пчеловодством.
В начале XX века здесь функционировали 2 крупообдирки. В этот период земельный надел сельской общины составлял 1135,8 десятины.
До 1920 года село входило в Мензелинскую волость Мензелинского уезда Уфимской губернии. С 1920 года в составе Мензелинского кантона ТАССР.
С 10 августа 1930 года – в Мензелинском, с 19 февраля 1944 года – в Матвеевском, с 19 ноября 1954 года в Мензелинском районах.
В 1931 году в селе образован колхоз «Ударник».

## Население
| 1795 | 1859 | 1870 | 1884 | 1906 | 1913 | 1920 | 1926 | 1938 | 1949 | 1958 | 1970 | 1979 | 1989 | 2002 | 2010 | 2017 |
| ---- | ---- | ---- | ---- | ---- | ---- | ---- | ---- | ---- | ---- | ---- | ---- | ---- | ---- | ---- | ---- | ---- |
| 103  | 258  | 273  | 330  | 397  | 461  | 457  | 402  | 391  | 313  | 296  | 269  | 197  | 126  | 80   | 83   | 55   |

Национальный состав села: татары.

## Объекты культуры
В селе действует клуб.